# John Donald Smith
Pour les articles homonymes, voir John Smith et Smith.
John Donald Smith (12 septembre 1919-22 octobre 1997) est un homme politique canadien de la Colombie-Britannique. Il est député provincial créditiste de la circonscription britanno-colombienne de Victoria City de 1956 à 1966.
Smith meurt à Nanaimo en octobre 1997 à l'âge de 78 ans.